# Маяк (видавництво)
«Мая́к» — видавництво засноване в місті Одеса 1959 року як регіональне. Свою назву отримало в 1964 році й одразу ж дістало статус республіканського. Обслуговувало крім Одеської, також Миколаївську і Вінницьку області й було універсальним — випускало масово-політичну, художню, науково-виробничу, краєзнавчу і туристську літературу.
У 1986 році «Маяк» випустив 81 книгу загальним тиражем 2,5 млн прим.

## Перелік книг видавництва

### 1974 рік
- Михайло Солоненко; Олександр Іванішин; Володимир Кротов. Жмеринка: Путівник. — Одеса : «Маяк», 1974. — 28 с. — 25 000 прим.

### 1977 рік
- Шелестова Е., Соколов О. Из музейных собраний Одессы. — Одесса : «Маяк».
- Карпенко В.,. Кінбурнська коса. — Одеса : «Маяк», 1977. — 48 с. — 45 000 прим.

### 1978 рік
- 73 героических дня (Хроника обороны Одессы в 1941 году) / Вольский Серафим Андреевич, Кривцов Николай Андреевич, Кундаров Пётр Алексеевич, Лункин Георгий Мефодиевич. — 2-е, исправленное и дополненное. — Одесса : «Маяк», 1978. — 320 с. — 75 000 прим. (рос.)
- Демченко Юрий Николаевич. Очаков. Фотоочерк. — Одесса : «Маяк», 1978. — 40 с. — 125 000 прим. (рос.)

### 1980 рік
- Одесский театр оперы и балета. Фотоочерк / Автор-составитель Анатолий Григорьевич Довгонос. — 2-е. — Одесса : «Маяк», 1980. — 48 с. — 100 000 прим. (рос.) (англ.)

### 1981 рік
- Одесса. Путеводитель-справочник / Андриевский Николай Юлианович, Гайворон Аркадий Абрамович, Коляда Иван Митрофанович. — Одесса : «Маяк», 1981. — 144 с. — 100 000 прим. (рос.) (англ.)

### 1985 рік
- Віталій Загаліло. Жмеринка: Путівник. — Одеса : «Маяк», 1985. — 54 с. — 7 000 прим.